# 落雷

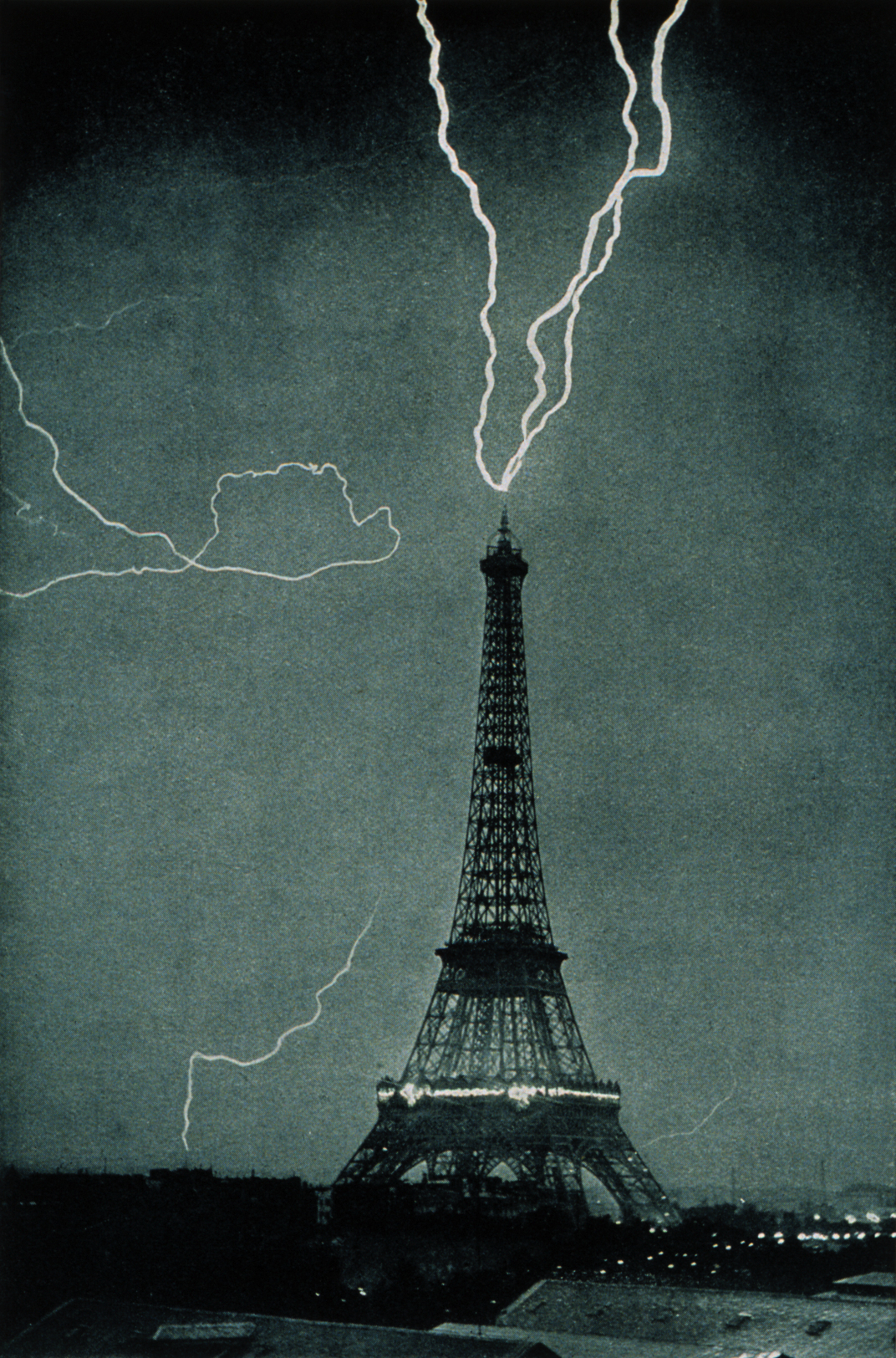
エッフェル塔への落雷（1902年）

落雷（らくらい）とは、帯電した積乱雲などと、主に地上物の間に発生する放電で、自然現象又は自然災害である雷の代表的な形態である。

## 概要
落雷とは、地面や水面など、もしくは空中にある物体に雷の放電を被ることである。結果、被害が発生した場合、一般には災害（天災）と認識される。時にこれは深刻、甚大なものとなり、死亡あるいは建物火災等の原因となる。
落雷時の電圧は200万 - 10億ボルト、電流は1千 - 20万、時に50万アンペアにも達する。この高電圧と大電流が人を死傷させ、この大電流によってもたらされる、プラズマが発生するほどの熱（ジュール熱）が建物などに被害を発生させる主因である。また、この大電流そのもの、もしくはこの大電流により発生する強烈な電磁界、蓄積された電荷による電気・機械・通信設備や装置などの損傷、さらにこれらの損傷により生じた二次的な被害等も落雷による被害とされる。
なお落雷の電力を電源として利用することは現在の技術では可能とはなっていない。過去に北朝鮮などで試みられているが全て失敗している。エネルギーは大きいものの、それがあまりに短時間に集中するため、二次電池やコンデンサに蓄電させることができないためである。

ただし、雷を利用せずに大気中の静電エネルギーを回収することは可能である。
地球上では毎秒約100回、毎日約860万回もの落雷が起こっていると推定されている。わかっている範囲で、日本では年平均約20人、世界では約千人が落雷による直接被害に遭い、世界平均で被害者の約30%が死亡している。

## 落雷の生じ方

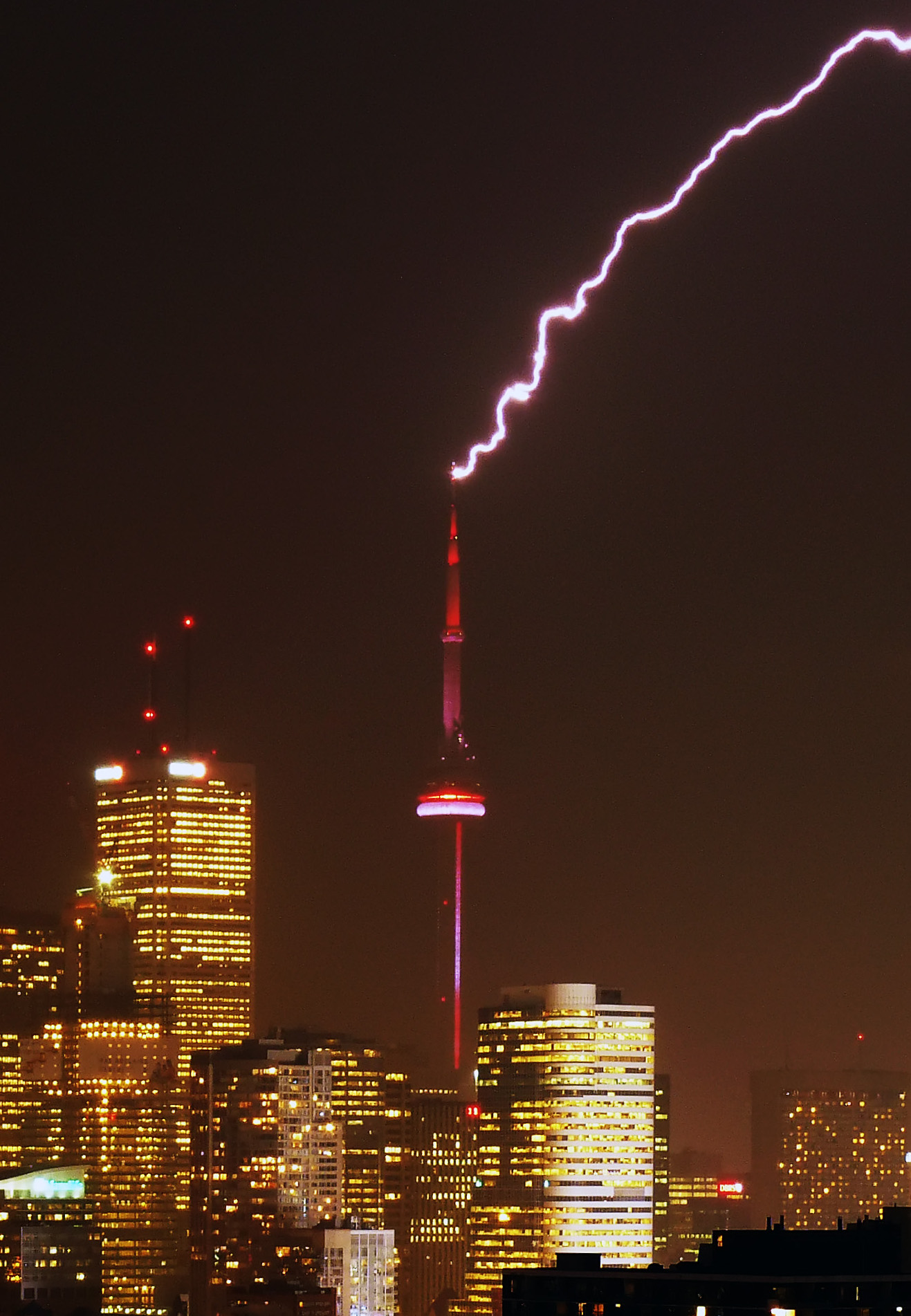
CNタワーへの落雷（2008年）

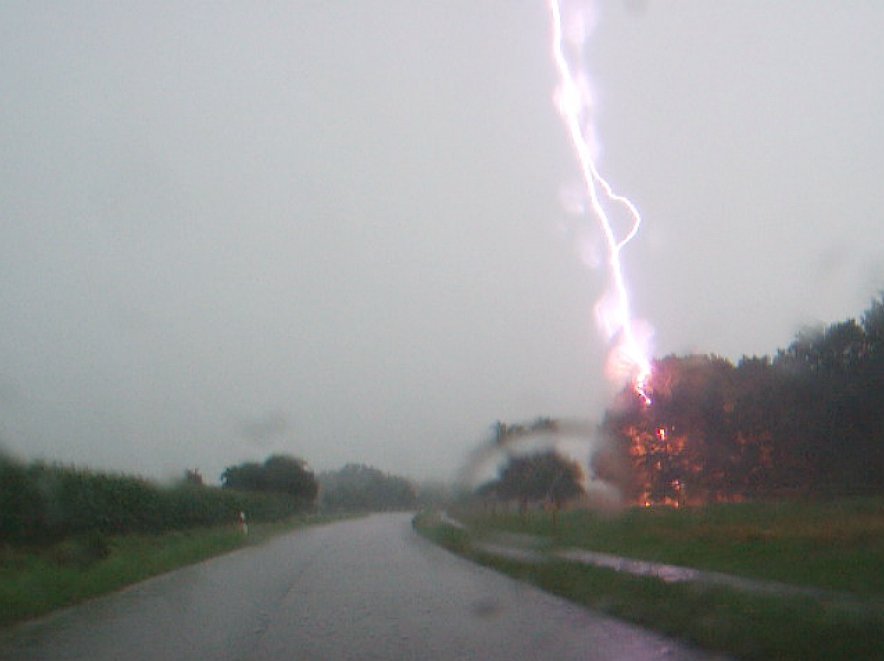
樹木への落雷直撃。樹冠内部に赤熱がみられる。

落雷という物理現象は、雲の中の水滴や氷の粒が性質の違いによって正と負に分かれて帯電、溜まった電荷により生じた強い電位差を解消するために、地面・水面や地上の物体などに対して電荷の放出=放電を生じるものである。なお雲の中や他の雲との間で放電が生じるものは「雲放電」や「雲中放電」「雲間放電」と呼ばれる。
雷雲は積雲が発達した積乱雲の近傍で発生する。天候としては寒冷前線や温暖前線の発達した雲の通過時や、大気が不安定な状況の局地的雷雨が典型的。
特に黒く見える雲は、その密度と厚さが大きく、かつ活発であることが多いため、落雷の危険性を予見できる。諺「青天（晴天）の霹靂」の霹靂とは落雷のことであるが、こういった予見が出来るからこそ、逆に前触れの無い突拍子も無い事の例えになったと言える。
落雷時、稲妻は少し進んでは暫し停止、それから再び少し進むことを繰り返す。つまり「ステップを踏む」ように進むことから稲妻は複雑な曲線を描く。マンガ表現に限らず「雷文」と呼ばれる文様（モチーフ）でも、雷の表現として直線と急激に折れ曲がった角が連続したギザギザの、いわゆる「稲妻型」が見られるが、このような形の稲妻は実際には存在しない。なお稲妻が1回に進む距離をステップ長といい、約20 - 50メートル(m)ほどである。
そして稲妻が地面や木などに落雷する直前の停止位置に達すると、落雷場所の地面や木などから、上昇リーダーと呼ばれる迎え放電が発生、これが結合して落雷となる。稲妻の最終ステップ長と、上昇リーダー長の和を雷撃距離と呼ぶ。雷撃距離はおよそ20 - 200 mである。
よく雷は「周囲で最も高いものに落ちる」といわれるが、実際には落雷直前の稲妻停止位置を中心とし、雷撃距離を半径とする球内にある最も近いところに落ちる。高いものに落ちる確率が高いのは、稲妻の最終停止位置と高いものとの距離が、雷撃距離以内になる確率が高いためである。これは落雷電流が最も導電しやすい経路に集中することに関係する。
このことから、高いものの近傍に落雷する確率は低くなる。しかし実際の雷雲の電荷蓄積範囲は広く、その防護範囲、すなわち落雷の起きない範囲はさほどには大きくならない。また電荷蓄積範囲は雷雲の広がりよりも広くなるため、落雷は雷雲下のみならず、雷雲の周辺までも含め、広範囲に不規則に発生する性質がある。
雷活動の様相を統計的に見ると、ひとつの落雷地点から次の落雷地点への移動距離はおよそ4キロメートル(km)を最頻値として多くは10 km以内に分布する。一方で、低頻度だが10 kmを超える例も見られることは無視できない。1997年関東甲信地方での調査では、最頻値の3 - 4 kmが12%であるのに対して、12 - 13 kmも2%、19 - 20 kmも1%の確率で出現するという結果が得られている。
また、古い研究ではまたひとつの落雷の直後にその半径100 m圏内に再び落雷が及ぶ確率は低いとされ、これに基づいて1990年代に日本大気電気学会は「落雷から次の落雷までの間隔は最短でも1分程度あり、その間に避難をすることを勧める」周知を行っていた。しかし、精度の高い調査によってむしろ落雷点の近傍では数十秒の短い間隔で最も次の落雷が起こりやすいという結論が得られ、従前の周知は誤りとみなされるようになり削除され、代わって「雷鳴が聞こえ始めた時点でその場所にも落雷の恐れがあり、避難を始める必要がある」と周知を行うようになった。

## 落雷による被害

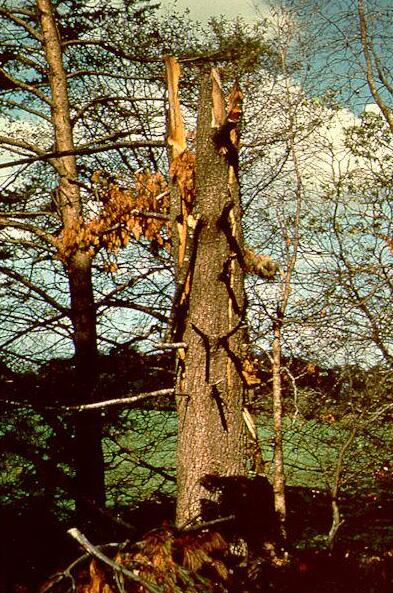
落雷で折れ、幹が裂けた木
莫大な熱で幹の内部の水分が一瞬で水蒸気となり、内部から破裂する

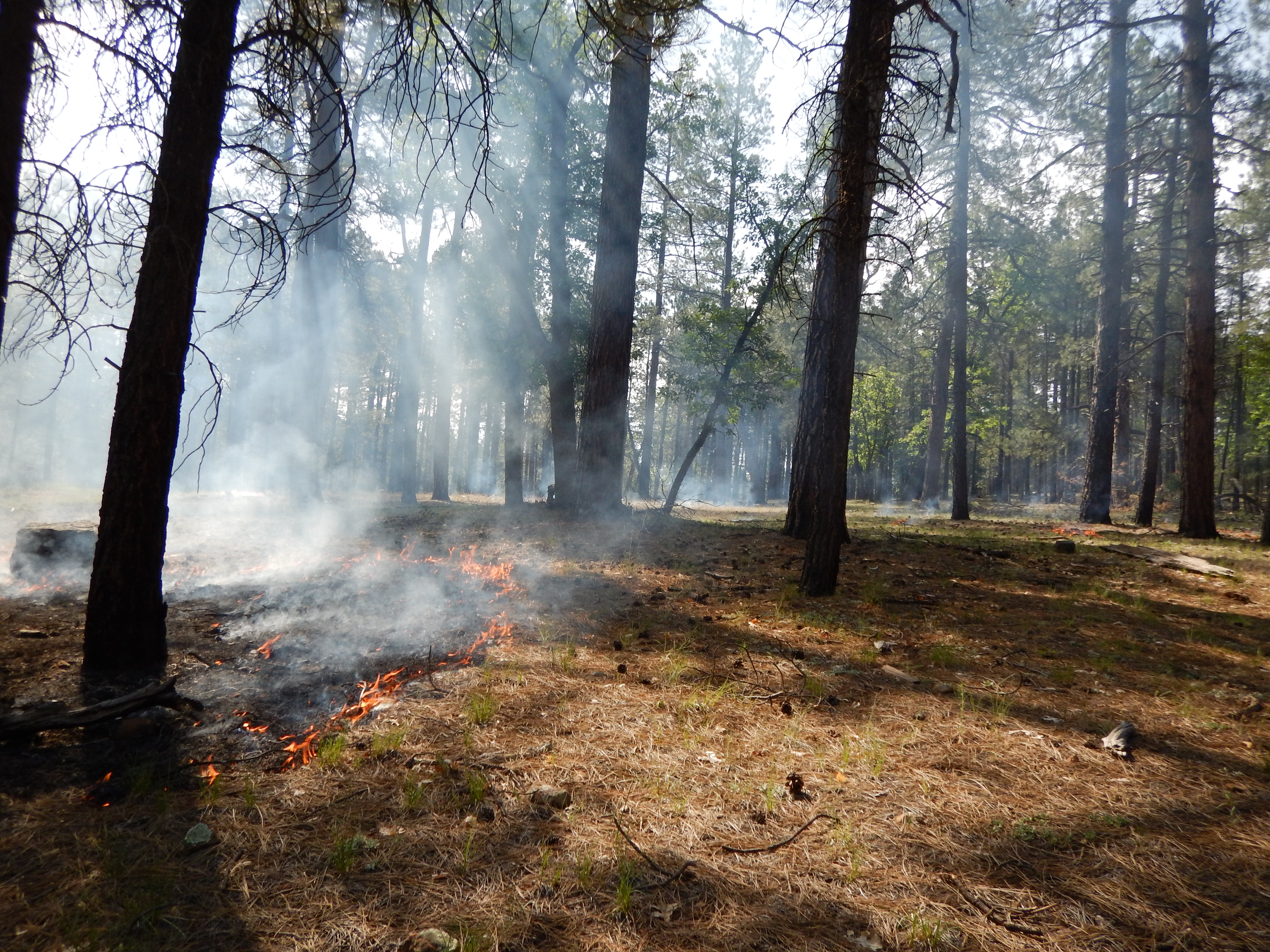
落雷による山火事

落雷の被害は、雷電流によってもたらされる。電流発生メカニズムの違いによって、直撃雷、誘導雷によるものに大別される。電流の大きな直撃雷のほうが、より深刻と考えられがちであるが、実際には人、物ともにどちらでも深刻な被害が発生し、ケースバイケースである。分類は落雷被害防止対策上、必要なものになる。
直撃雷
雷雲から物体に直接放電が生じ、雷電流（直撃電流）が流れるもの。直撃を受けた物体の近傍にある別の物体に再放電を生じて電流が流れた場合、これをさらに側撃雷という。
誘導雷
直撃電流の電磁誘導作用によって誘導電流が流れるもの、また雷雲に蓄積された電荷変動によって、地面側に蓄積されていた逆電荷が電流になるものをいう。

### 人的被害
主に感電である。インドにおける落雷による死亡者数は2017年に2885人、2018年に2357人が記録されている。また、アメリカ合衆国の死亡者数は2019年に20人が記録されている。日本では、1994年-2003年の統計（警察白書）によると、年平均被害者数は20人、うち死亡者数は13.8人であり、被害者の70%が死亡している。
- 野外でのスポーツ（ゴルフなど）や作業中に直接、また危険な場所での雨宿り（日本では、大木の下に避難する例が多い）中に落雷を受け、死亡することが多い[2][24][25][3][4][26][27]。直撃雷によるもののみならず、近傍への落雷により大地に発生した電位勾配によって発生する電流、金属製の手すりなどに誘導される電流、すなわち誘導雷によっても事故は発生する。1967年には西穂高岳で高校の登山パーティーが落雷を受け、11人の死者を含む死傷者を出す事故が発生している（西穂高岳落雷遭難事故）。
- 雷は高所、また背の高いものに落ちやすい[28]が、条件が揃えば平地、低いところにも落ちる。海、サッカースタジアムのフィールド、ゴルフコースに落ちた例もある[29][30][31]。すなわち雷はどこにでも落ちるので、屋外ではどこに居ても雷に打たれる可能性がある[32][33][34]。高校野球の練習試合中に投球中の投手に落雷が直撃し死亡した例もある[35][36]。
- 雷の直撃（感電）を受けて心拍・呼吸が停止した場合でも、安全を確保した上で、周囲の人間が素早い心肺蘇生措置を行えば救命の可能性は高まる[19][28][37]。
- 避雷対策のなされていない建物内では、電化製品や電気を通すものを介して感電することがある[28]。ひどい場合には、電化製品などが吹き飛び、破片などに当たって死傷することもある。またこれらから出火した場合、火事になり巻き込まれることがある[28]。このため雷ガードというコードや電化製品もある。
- その他、感電せずとも強烈な光や音によるショックで失神したり、稲妻周辺で急激に膨張する空気圧の作用によって吹き飛ばされ、死傷することがある[6]。またPTSDを起こすこともある。

### 物的被害

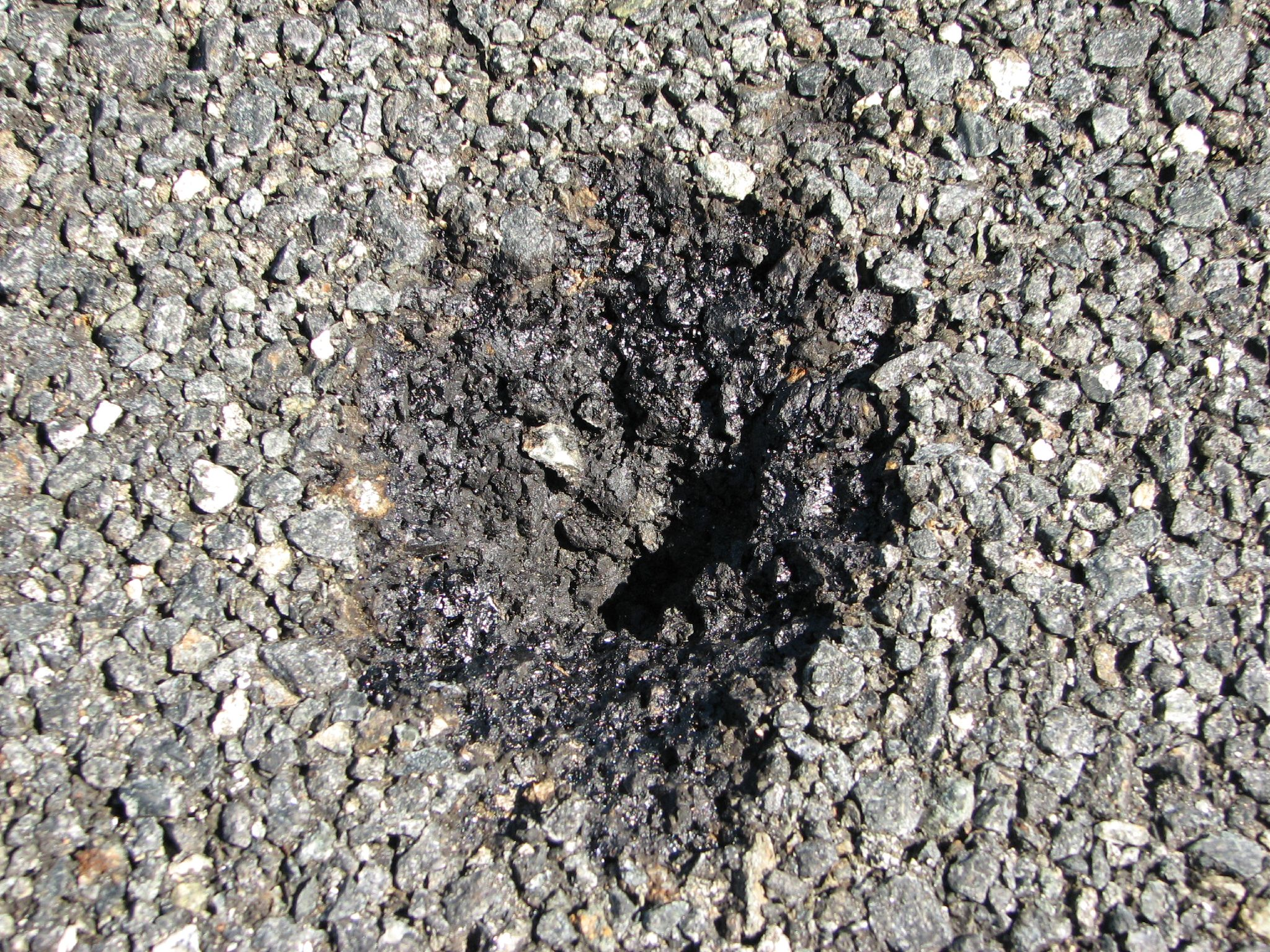
空港滑走路のアスファルト舗装に残された落雷の痕跡

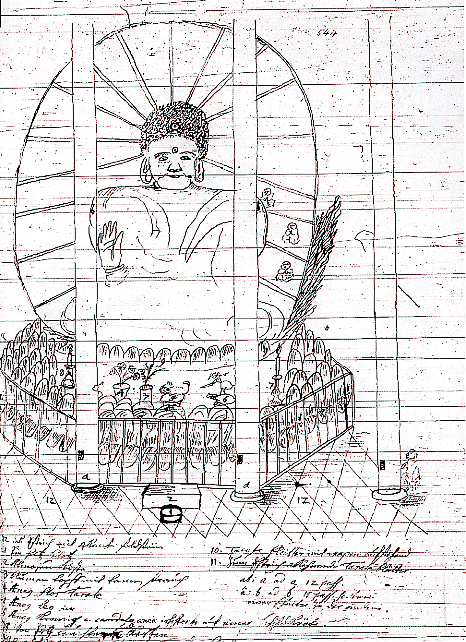
エンゲルベルト・ケンペルによる方広寺大仏（京の大仏）のスケッチ。かつて大仏として日本一の高さを誇っていたが、1798年に落雷による火災で焼失した。

2002年時点で、日本での年間被害総額は1000億円から2000億円と推定されている。ちょっとした機器の故障から火災まで多様、数多く発生し、詳しくは把握されていないが、損保ジャパンのデータによると、年間の被害件数は2万件を超える。
電気設備等の被害
雷サージ電流が引き起こすもの。送変電施設などへの落雷による停電、通信施設などへの落雷による通信ダウンなどがある。施設被害に加え、停電、通信サービスの停止による収入減などの間接被害が発生する。

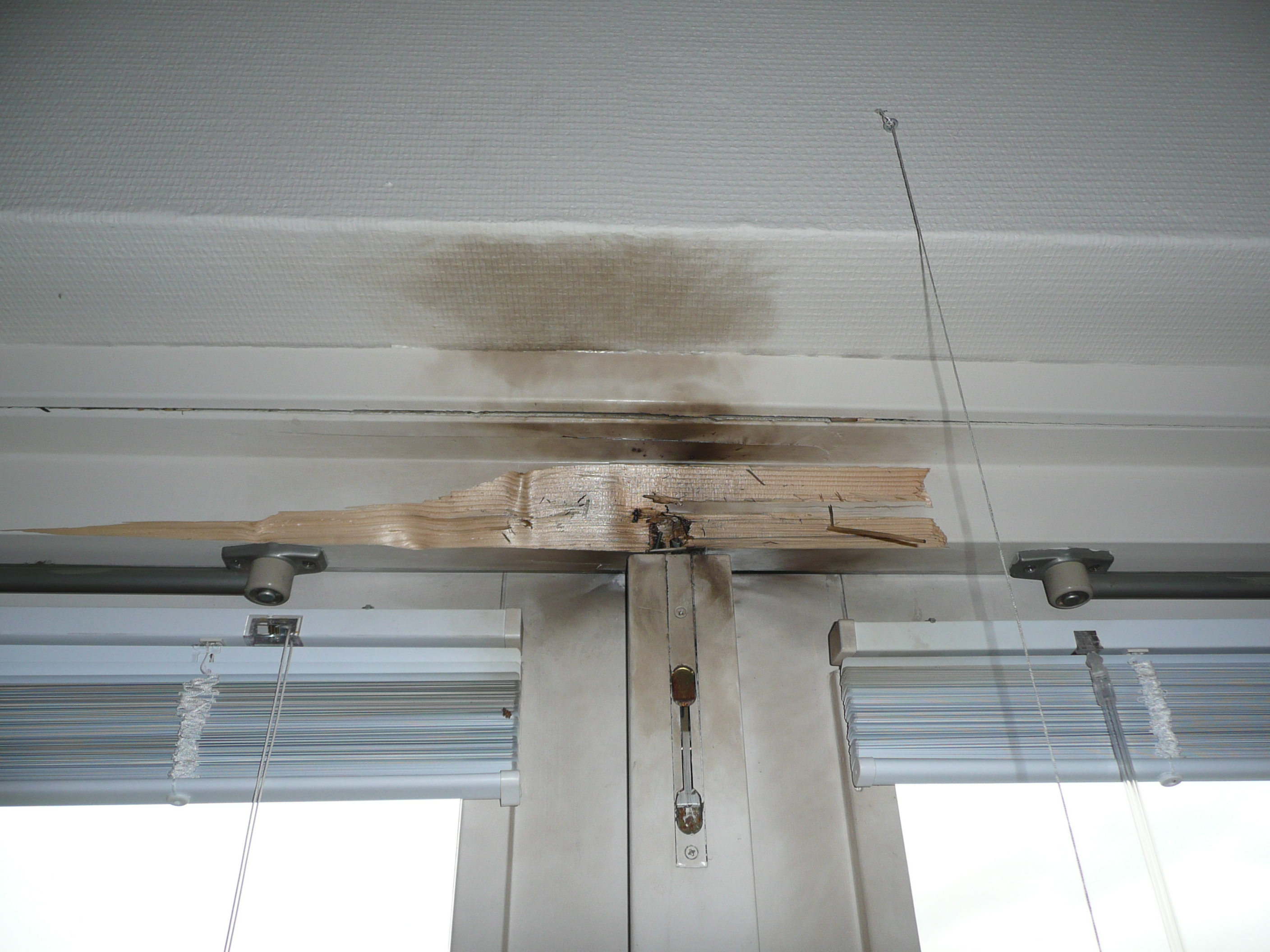
落雷による住宅の建具の損傷
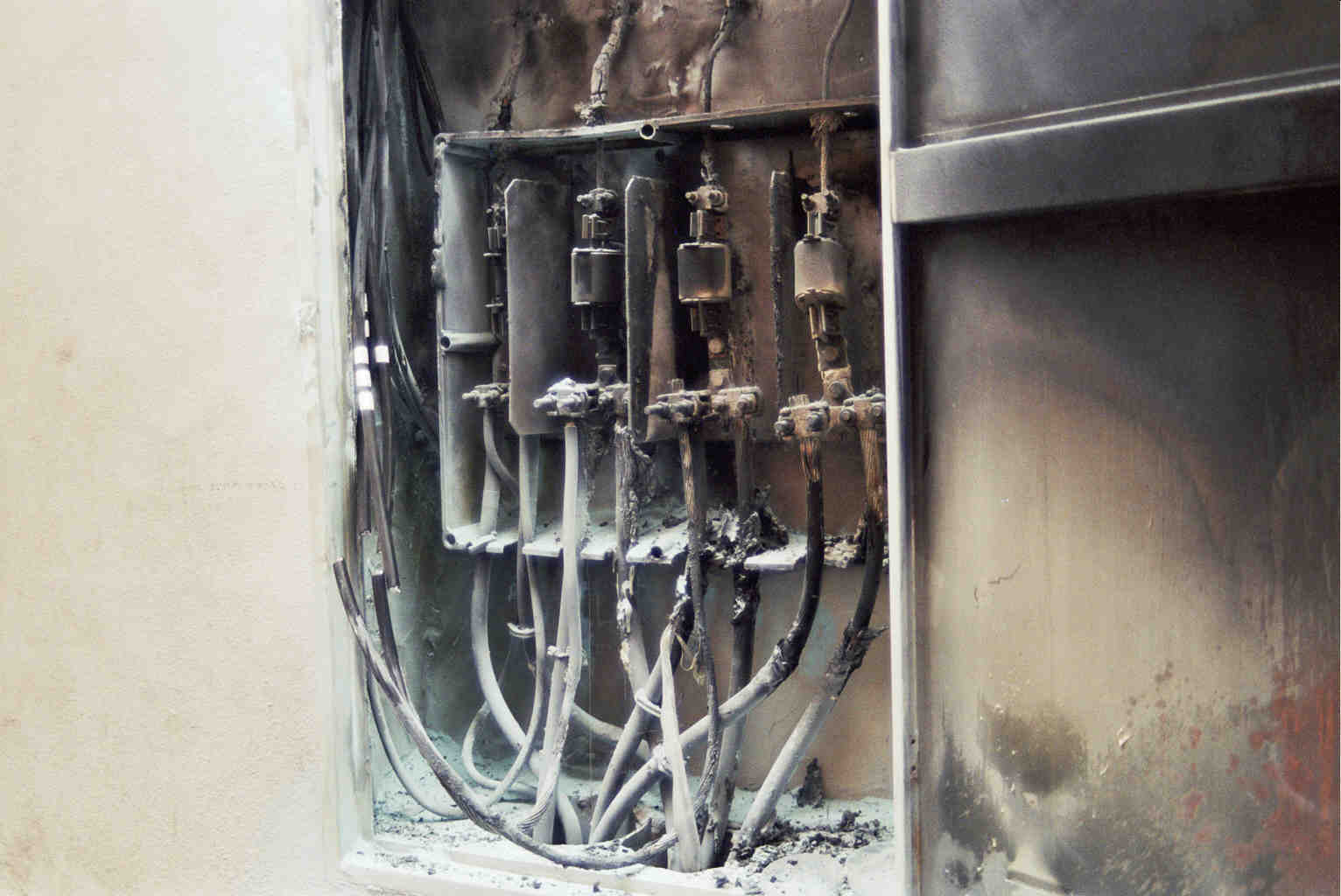
落雷による配電設備の焼損
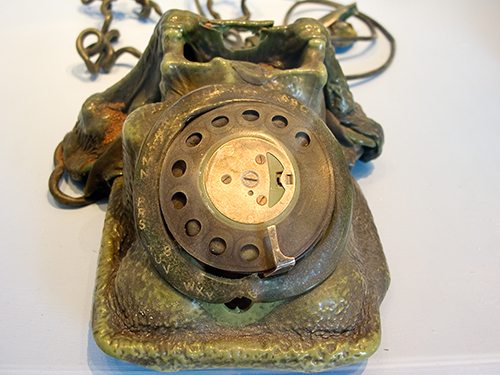
落雷の影響により変形したダイヤル式電話機

一般家屋では、電灯線、電話線、アンテナ線、接地線などの電線類およびこれに接続する電気機器や家電製品、さらに金属製の水道管、ガス管などが雷サージの経路となりうる。家電製品では、電源スイッチを切るとともに電源プラグを抜くことがサージ発生の予防になる。
雷サージが流れた家電製品は損傷等を被り、ときに修理不能になるほどのダメージを受ける。特にパソコンなどの電子機器は雷の影響を受けやすい。直接の被害のみならず、電気機器を使用できなくなったことによる間接被害が発生する。
特に一般家庭などの場合、適切な雷対策がなされていない場合、例えばブレーカがあっても、ブレーカそのものが雷サージに耐え切れず、火災に至ることがある。JIS、JEC等によりブレーカのサージ耐力基準が定められてはいるが、技術的限界より、単体として雷サージに完全に耐えられるものとはされていない。
交通機関でも、信号機・踏切などの安全運行上重要な設備に落雷して故障し、ダイヤの乱れを引き起こすことが多い。
建物被害
避雷対策のなされていない建物などに直撃雷を受けると火災になることがある。建物に直接ではなくその近傍に落雷しても、屋根、壁、窓ガラスなどが破損することがある。その結果、二次的に怪我などの人的被害を招くことがある。
石などの割れ目にたまった水や木材などが電路となり、雷電流によるジュール熱で内部の水が水蒸気爆発を起こし、割れる・裂けるなどを起こすことがあり、木材やゴムなどの可燃物があれば火災に至ることがある。
日本の歴史上の大型建築物には、唐招提寺の五重塔、東大寺の七重塔など落雷による火災で焼失したものも多い。
その他
生きている木でも、乾燥した天気が続いた場合は内部の水分が少なくなり、落雷により発火することがある。周囲にも木がある場合、大規模な山火事などともなる。

## 落雷からの人身防護
2005年時点の世界平均では、全被害者のうち死亡者は30（%）とされている。しかし日本では被害者の70%が死亡している。すなわち日本の落雷事故による死亡率は異常に高い。これは日本の事故実態として、ほとんどが屋外で危険な木の下などで雨宿りをしていて側撃雷にやられており、直撃雷による死亡率、すなわち約80%とあまり差が出ないことによる。日本の場合、被害のおよそ全数を把握する体制・システムはないので、数字としてあらわれてこない軽傷事故がどのくらいあるのか不明であるが、日本ではこの事故実態と高い死亡率より、専門家の間で国民一般に対する防雷意識の啓蒙が叫ばれている。ちなみに米国では2008年現在のデータで、年平均被害者数400名、死亡者数62名であり、死亡率は15.5（%）と低い。なお警察白書にある数字で、日本における死亡リスクとして観ると、2000年時点で航空機事故を1とするならば、落雷による死亡リスクは0.66、癌による死亡リスクの約5万分の1である。
ヒトの危険回避プロセスは「認知」「判断」「行動」であるが、雷は、ヒトの五感で直接、危険性を認知するのに限界があり、従って後の判断と行動に誤りが生じやすい。そのためこれを補助する「予報」「警報」が重要になる。

### 落雷予測

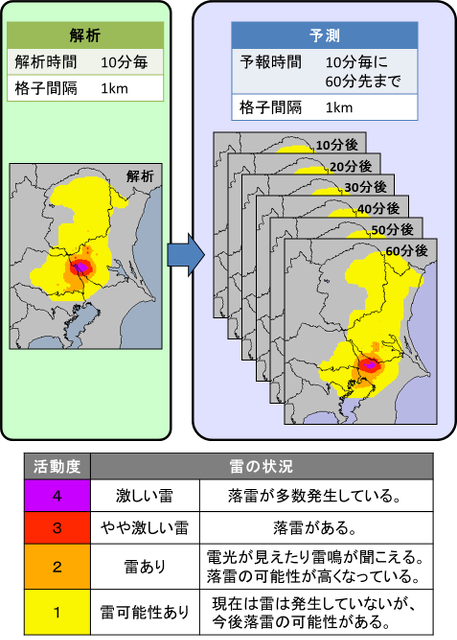
雷ナウキャスト

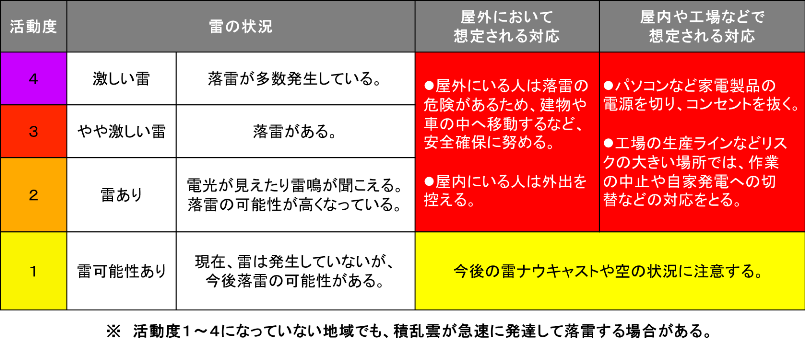
雷ナウキャストの見方

かつて雷の詳細な予報は困難であり、天気予報においても雷注意報などで注意を呼びかけるにとどまっていた。しかしその後の雷観測技術の飛躍的な進歩により、日本の気象庁は2010年5月27日から、落雷を予報する「雷ナウキャスト」を開始するに至った。これは、日本全国を精度1000m四方、60分先まで10分刻みの局地落雷予測を行うものである。また、日本の電力会社各社や民間でも、独自に雷雲や落雷の観測システムを持っている。
しかし雷観測技術が進歩し、雷の性質や挙動が次々に解明された結果、雷からの人身防護として最も確実なのは、雷注意報が出ているときは屋外に出ないことであるという、昔から経験的に知られていたことが改めて明らかになった。アメリカ海洋大気局（NOAA）では、2010年5月現在、「When Thunder Roars, Go Indoors!」（日本語で「雷が近づいたら、建物の中へ入れ！！」）をスローガンとし、広く米国民に人的落雷被害防止を呼びかけている。2010年5月31日には、アメリカ合衆国のバラク・オバマ大統領が、雷雨の中、全米国民に向けて雷からの人身防護を呼びかけた。
雷は極めて局地的な気象現象であるのに「雷注意報」は広域かつ長時間に渡ってされることが多く、これにいちいち従って避難していたのでは何もできないという現実的要求から、十分な時間的余裕をもって確実にピンポイントで「落雷警報」を出すためのものとしての雷観測手段、すなわち雷検知器が人身防護用ツールの「切り札」として期待されたのであるが、皮肉にもそのための大規模な雷観測と研究がすすめられた結果、それは技術的にではなく「雷の挙動」により困難であることが明らかになり、雷ナウキャストなどの「システム」として構築されるに至った。
雷の挙動は速く、雷雲の形成開始より、わずか10分程度で落雷に至ることもあれば、数十キロメートルの範囲で同時に落雷する、さらに前線に伴うものなどでは、同時刻に落雷の起きる範囲が数百キロメートルといったことも珍しくない。このため、たとえ1000km、あるいはそれ以上の範囲で生じる稲妻探知能力を有する雷検知器を用いて観測を行っても、落雷を確実に予測できるものにはならず、まして数十キロメートル程度の範囲の稲妻探知能力しかない簡易型落雷警報機などはこの場合、単体では役に立たないものとなる。これを補うことができるのは、気象レーダーによる雨雲観測、あるいはその場に固定設置する電荷検出型雷検知器などになるが、雷雲の形成開始よりわずか10分程度で落雷に至ることがある以上、ピンポイントで「落雷警報」が出せるのはせいぜい10分前であり、人身防護の点で、確実には雷注意報に従うしかない。2010年9月23日、千葉県で起きた落雷事故において、気象庁の雷ナウキャストの「警報」にあたる「活動度2」以上は、間に合っていない。しかし発表されていた雷注意報は正しく、雷ナウキャストの「活動度1」も正確であった。

### 退避行動

#### 雷鳴が聞こえたら建物等への避難が原則
稲光から雷鳴までの時間差で現在地から落雷地点までの距離を測り雷雲の接近を予測するという方法がとられる場合もあるが、これは危険性を完全には排除できない。基本的には、雷鳴が聞こえ始めた時点でその場所にも落雷の恐れがあり、早めに建物などに避難する必要がある。これは落雷範囲の分布を踏まえたもので、雷雲の直下だけでなく周辺にも及ぶ落雷は水平方向に10 km程度の広がりをもって発生するが、雷鳴の聞こえる範囲も約10 kmであることによる。更に、雷雲の移動速度も時速5 - 40kmほどある。ちなみに、日本における落雷事故の多くは、雷鳴がまだ遠いと楽観視していたり聞こえなかったりして、屋外での活動を継続していたときに発生している。
また雷鳴や稲光の他にも、黒い雲が接近してくる、急に冷たい風が吹いてくるなど、雷雲や発達した積乱雲の接近を示す特徴も、避難の目安となる。
屋外で雷から身を守るため電柱の近くに逃れたり姿勢を低くしたりする行動例がいくつか知られているが、これらの多くは「そうしない場合よりも相対的に安全である」に過ぎない。基本的に「屋外にはどこにも安全な場所はない」と考えられている。退避行動は第1に、建物（特に鉄筋コンクリート造建物）や自動車の中への退避を目指すことが最優先となる。よって、海や山などのレジャー・レクリエーション、ゴルフ、屋外でのイベントに出かけるときなど、直ちに建物に避難できないような場所に出かけるときは、その前から天気予報に十分注意して、予定変更や中止を含めた判断を行うことが求められ、例えば野外音楽イベントや花火大会などの最中でも会場から離れる選択が必要。
レジャーで訪れるキャンプ場や海岸、ゴルフ場、スポーツ競技中のグラウンドなどの開けた場所では、人に雷が落ちやすいため注意する必要がある。
そして、基本的には雷鳴が聞こえている間は退避を続けることが勧められている。活動再開をルール化するときには、「雷鳴が30分間聞こえない」ことなどが目安として使用される。
自動車、飛行機や列車の中にいれば落雷が直撃しても中の人間は守られる。ただし、激しい衝撃があり窓が割れたり一部設備が焼け焦げたりする恐れがある。また、荒れた天候での自動車への避難は突風による横転のリスクも考慮する必要がある。
建物内では、特に一般家屋では配電線およびテーブルタップ、電源プラグで接続する家電製品およびそれに接続されているコード類、またテレビのアンテナ線は雷サージの影響を受けるものの、これらから1 m以上離れることができれば人身防護の観点では十分に安全と考えられる（家電製品自体の保護の観点ではプラグを抜くことが有効）。
屋外スポーツの指導者や施設管理者にも落雷事故を予防するための正しい知識が要求される。日本では高知県の高等学校の生徒が課外クラブ活動としてのサッカーの試合中に落雷により負傷した事故の損害賠償請求訴訟で、最高裁が「上空には黒く固まった暗雲が垂れ込め、雷鳴が聞こえ、雲の間で放電が起きるのが目撃されていた」という事実を認定したうえで、「スポーツ指導者において、落雷事故発生の危険性の認識が薄く、雨がやみ、空が明るくなり、雷鳴が遠のくにつれ，落雷事故発生の危険性は減弱するとの認識が一般的なものであったとしても左右されるものではない。なぜなら、上記のような認識は、平成8年までに多く存在していた落雷事故を予防するための注意に関する本件各記載等の内容と相いれないものであり、当時の科学的知見に反するものであって、その指導監督に従って行動する生徒を保護すべきクラブ活動の担当教諭の注意義務を免れさせる事情とはなり得ない」とした。

#### 避難できない場合の被害軽減策

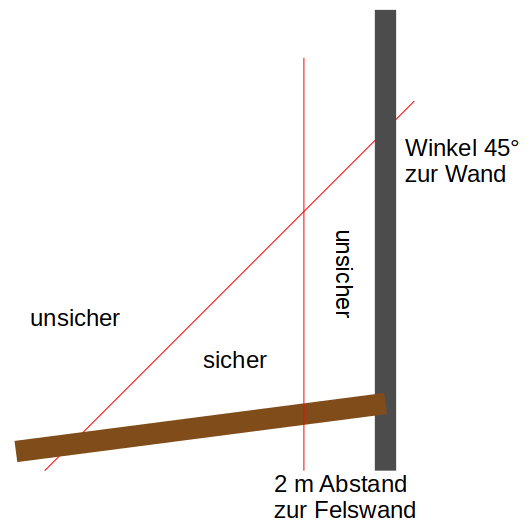
電柱による保護範囲の概念図。見上げた角度が45°以上かつ、（この図では）2 m以上離れた領域は相対的に安全とされる。

建物へ避難できない場合は、4 - 20 mの電柱・電線や鉄塔の「保護範囲」内、つまり見上げた角度が45°以上かつその物体の足元からは数 m（資料によって差異があるが2 - 4 m程度）離れたところで姿勢を低くすることが次善の策となる。これはその物体が良導体で完全に接地（アース）されていることを前提とする。そのため、接地が不完全な金属柱やフェンスなどの近くにいれば側撃雷を受ける恐れがあって安全ではない。なお同様の原理で、樹木は広がる枝葉からの側撃雷のおそれがあるため近づかないほうがよい。かつては「樹木を見上げる範囲の根元から少しだけ離れたところで姿勢を低くする」ことが退避行動のひとつに挙げられたが、木の下の雨宿りの際に落雷で死亡する例は後を絶たず、現在は却って避けるべき行動とされている。
屋外活動の際に避難場所となる小屋類、特に柱・屋根のみの東屋の中には落雷からの防護が不完全なものがある。ファラデーケージのように金属製の雷防護設備が備わったものが最も安全であり、ゴルフ場などではこの種の避難小屋の設置が望ましいとされている。
また避難経路として、鉄塔送電線や電柱配電線を見上げて45°以上となる帯状の範囲は架空地線の保護範囲となり相対的には安全とされる。
退避できる場所が全くないようなやむを得ない場合には、両足を揃えて膝を曲げ、さらに爪先立ちになって接地面積を減らし、上半身は前かがみ、爆風で鼓膜が破れるのを防ぐため親指で耳の穴を塞ぎ、残りの指で頭を抱え下げる体勢をとるという方法がある（日本大気電気学会のQ&Aによる。参考:「雷しゃがみ」 - NHK防災）。体をできるだけ低くするために地面に腹ばいになるという考え方があるが、こちらは近傍への落雷による歩幅電圧（両足の電位差）の影響と、地面と体表面の間の沿面放電による心室細動の危険性が相対的に高いため望ましくないとされる。ただし、恐怖を感じるような荒れた天候の下でこのような姿勢をとり続けるのは難しく、このような事態にならないよう事前に備えることが望まれる。
なお、身に着けている金属製品については、外した場合も同様に雷撃を受け、電流は金属片だけに集中せず人体に流れることから、特に外す必要はないとされる。むしろ、体から物体を高く突き出す方が危険性を高くするので、傘、釣り竿、登山時のピッケルなどを体より高くしない（下ろす）ことが推奨される。また、ゴム製長靴やレインコートを身に着けていても危険性は低下しない。過去には、傘を差していて落雷を受けた際に傘の骨組みが偶然にも電流をバイパスして（ジッパー効果）体内の電流が軽減された事例もあるが、常に起こるわけではなく、傘を差すことは絶対に避けるべきとされている。
雷からの緊急的避難の際に参考とされるが、雷雲が近づいている中、さらに落雷の危険が高まっていることを示す現象が経験的にいくつか知られている。例えば、髪の毛の逆立ち、皮膚のビリビリとした感覚、口の中に異常な味を感じるなどが挙げられる。これらは地電位の変化に起因しているのではないかと考えられている。

## 建物・機器の落雷対策
日本での落雷数は、8月には100万回を超える。家電製品などの雷被害は非常に多く、日本では少なくとも年間、数万件の被害が発生していることがわかってきた。このため日本では特に建物・機器の雷対策が欧米の雷対策先進国よりも「遅れている」と言われるようになったが、事情は複雑である。
日本の建物・機器に関する本格的な雷対策技術は半世紀以上も前より世界トップレベルにある。2013年現在、完全に被害を無くすことはまだできないが、理論的・技術的に相当なレベルまで被害を無くすことが可能になっている。例えば、日本の危険物施設などで実施されている雷対策は十分な成果を挙げ続けており、小さな機器故障などはあるが、落雷による油タンク火災を例にすると、いまだ世界の油タンク火災が、圧倒的に落雷により発生しているのに対し、日本では統計のある1962年以降、落雷により発生した火災はわずか2件、最後の事故は1987年であり、以降、雷による事故報告は1件もない。これは日本全国に無数にあるガソリンスタンドなども含んだ数字である。
しかしこれとは対照的に日本の場合、一般への雷対策普及は遅々として進まず、年間、少なくとも数万件、数千億円の被害が発生し続けている現実がある。事実、電気設備数として最も数多い日本の一般家庭には電源用避雷器すら普及しておらず、2006年時点でその普及率はわずか1～2%程度である。これは雷による感電・火災事故防止上、強制力を持って一般家庭への避雷器設置が進められている欧米諸国と比べると、桁違いに低い数字である。
この極端な差を生んでいる原因については、専門家の間でもさまざまな意見があるが、建物・機器の落雷対策はいわゆる「総合技術」であり、携わる技術者にはおよそ気象学にはじまり、電気工学、電子工学、通信工学、機械工学、化学工学、建築工学、土木工学といったところまでの広い専門知識が要求される。このことから日本雷保護システム工業会（JLPA）は、一般への広報と併せ、不足している専門技術者の育成を図り、雷保護製品等の品質、性能等について社会的信頼性の向上を図るといった活動をおこなっている。
以下、建物・機器の雷対策に用いられる主なものを挙げる。

### 避雷針
落雷の原理として、地面と上空との電位差から生じることがわかっている。このことから適切な位置に避雷針を設置して空中放電し、建物・機器に影響が及びにくいように導雷するとともに、あらかじめ地面と上空との電位差を軽減するという処置がとられる。建築基準法33条では、「高さ20メートルをこえる建築物には、有効に避雷設備を設けなければならない。ただし、周囲の状況によつて安全上支障がない場合においては、この限りでない。」と定められている。
避雷針には保護範囲があり、その範囲外にあるものは保護できない。JIS A 4201では、規定の「保護角」や「回転球体」などを用いて、範囲を定めるものとしている。国会議事堂やその他文化財のように長い、または高い形状の建物の場合、避雷針では十分な保護範囲が得られない場合もあり、棟上げ導体などを使用して広い保護範囲を得る事も行われている。また、雷ストリーマを発生させて保護範囲を広くしたものなど、現在も新たな避雷針の開発が進んでいる。
しかし、この避雷針も雷の被害を完全に防ぐものではなく、通常の避雷針をビル等に設置した場合、設置位置によっては避雷針ではなく建物の角に落雷することもあるほか、避雷針の保護範囲に入っていても雷の直撃を受けることがある。このため、他の方法を組み合わせることがJIS A 4201などで規定されている。

### ドローンの活用
2025年、日本のNTTは、ドローンを利用した雷の誘発・誘導に成功。同社は空飛ぶ避雷針と表現している。

### 雷サージ対策
雷サージによる家電製品やパーソナルコンピュータの被害を軽減するための方法として、2003年に、建物に適切な接地と等電位化を行い、電気・電話線には適切に避雷器を設置することなどがJIS A 4201・JIS Z 9290-4などで規定された。また、電話線・CATVには、保安器の設置が義務付けられている。サージプロテクタというコンセント型の器具も販売されているが、単体使用するとかえって危険なこともある。
これらの対策をとってなお、家庭などにおいて雷サージによる家電製品やPC等の故障を防ぐためには、雷の時は電源ケーブルや電話線をコンセントから抜いておく事が望ましいとされる。

## その他の落雷対策
ここでは、現在研究中のものを示す。いずれも、雷放電自体を起こさなくするものではない。
雷ストリーマによる誘雷
雷ストリーマによる誘雷に適した形状（小形放電電極と下部集電電極）をした避雷針などに、予め別途回路により雷ストリーマを発生させておき雷を誘導する方法である。
レーザー誘雷
雷雲に向けて強力なパルスレーザーを当てて稲妻の通り道となるプラズマを発生させ、稲妻を安全な場所へ誘導することが可能である事が実験で実証されている。送電線鉄塔への落雷が原因の停電を防止する手段として期待されている。
ロケットによる誘雷、消雷
ロケットに電線を繋げて打ち上げ、雲の上下に生じた電位差を電線を通じて放電する事により落雷を防ぐ。電線はジュール熱によって蒸発する。
その他
「消雷装置」という、雷放電が落雷になりにくくする研究もなされ、特許も取得されているが、いまだ研究途上である。

## 落雷の農業への影響
古来より水田に落雷すると収穫量が増えるので稲妻の語源になった。これは落雷による放電で窒素酸化物が生成され、亜硝酸塩へと変化して、イネの養分になるからである。同様に落雷したほだ木ではきのこの収穫量が増えると古代ギリシアのプルタルコスの著作である『食卓歓談集』にも記述される程、古来より言われてきたが、これはほだ木内部の窒素が雷の高電圧によって亜硝酸塩等の窒素化合物が生成されて菌糸の養分になるからである。これを人工的に実施して収穫量を増やす試みが行われる。

## その他
強い落雷が珪砂に作用して変性したガラス質の閃電岩（雷管石）という鉱物がある。

## 落雷実験
日本工業大学の超高圧放電研究センターでは300万ボルトインパルス電圧発生装置による人工的な落雷実験が行われている。
電力中央研究所の電力技術研究所塩原実験場では、1200万ボルトインパルス電圧発生装置で実験が行われている。

## 落雷の被害者

### 落雷による死者

#### 神話
- パエトーン - ギリシア神話の登場人物。暴走する太陽の戦車（チャリオット）を止めるには太陽神アポローンの子であるパエトーンを殺すほかに術が無くなり、最高神ユーピテルが雷霆を投じてパエトーンを撃ち殺した。
- ナト・イー (エオハド・マグメドンの息子)（英語版） (Nath Í mac Fiachrach)  - コナハト（現・アイルランド北西部の一地方）の伝説の王。アルプスへの遠征中に雷に打たれた後に死亡した。

#### 紀元前生まれ
- 武乙 - 殷代（紀元前17世紀頃 - 紀元前1046年）中国の第27代王。黄河と渭水の間の土地で狩猟をしている時に雷に打たれ、間もなくして死亡したという。
- トゥッルス・ホスティリウス - 紀元前710年生まれ、紀元前641年没。王政ローマの第3代王。
- グナエウス・ポンペイウス・ストラボ - 生年不明、紀元前87年没。共和政ローマの政治家で軍人（将軍）。

#### 1千年紀生まれ
- アポロドーロス (ランナー)（英語版） (Apollodorus)  - 生没年は1世紀中。古代マケドニアのランナー。オリンピックで優勝した後、帰宅途中に"主神ゼウスが彼に稲妻を放って殺した"。
- マルクス・アウレリウス・カルス - 222年頃もしくは224年頃の生まれ。軍人皇帝時代のローマ帝国の皇帝。ティグリス川沿いの駐留地にて被災・死亡。
- 赫連勃勃 - 381年生まれ、425年没。五胡十六国時代中国の夏の創建者。死因は病気とも落雷ともいわれている。
- 藤原菅根 - 856年生まれ、908年没。平安時代前期の日本の貴族で学者。
- 藤原清貫 - 867年生まれ、930年没。平安時代前期の日本の貴族。清涼殿落雷事件で胸に落雷を受け、即死している。
- 在原遠瞻 - 生年不明、887年没。平安時代前期の日本の官僚。平安京の鴨川沿いにあった父・在原行平の邸宅にて被災・死亡。
- 平希世 - 生年不明、930年没。平安時代前期の日本の貴族で歌人。清涼殿落雷事件で顔に落雷を受け、瀕死状態となって間もなく死亡した。

#### 2千年紀生まれ
- 戒秀 - 生年不明、1015年没。平安時代後期の日本の僧で歌人。平安京にて、雷の直撃に遭い、数日後に死亡。
- コスタンディン1世（英語版） (Constantine I, Prince of Armenia)  - 1045年から1050年頃の生まれ。1102年もしくは1103年没。ルーベン朝キリキア・アルメニア王国の王。
- 源経光 - 生年不明、1146年没。平安時代後期の日本の武士。官子内親王の邸宅にいたところを落雷に遭い、死亡する。
- 難波経房 - 生年不明、1168年没。平安時代後期の日本の武士。平清盛の居所の近くに落雷があり、家人であった難波経房が死亡する（百錬抄、神皇正統録）。
- グレゴリー・クーゼギ（英語版） (Gregory Kőszegi)  - 生年不明、1297年没。13世紀のハンガリーの貴族。
- マンラーイ - 1238年生まれ、1311年没。ラーンナー王朝の創始者。
- レオンティウス・ピラトゥス（英語版） (Leontius Pilatus)  - 生年不明（生誕地：セミナーラ）、1366年没。カラブリアのギリシャ人学者。ヴェネツィア湾で被災・死亡。
- エルナン・ペレス・デ・ケサーダ（英語版） (Hernán Pérez de Quesada)  - 1500年頃の生まれ（グラナダ）。1544年没。スペインのコンキスタドール。カリブ海を航行中に落雷を受けて死亡した。
- ヴェルコラのアルテミウス（英語版） (Artemius of Verkola)  - 1532年生まれ、1544年没。ロシア正教会で崇拝された子供聖人。ロシア北部のヴェルコラ村で暮らしていた敬虔な農民の子供で、父親が畑を耕すのを手伝っている時に落雷に遭って即死した。
- トマ2世（英語版） (Thoma II)  - 生年不明、1686年没。マランカラ教会（英語版）の司教。
- ジェイムズ・オーティス - 1725年生まれ、1783年没。マサチューセッツ湾直轄植民地の法律家、政治活動家。マサチューセッツ湾直轄植民地（現・米国マサチューセッツ州）のアンドーバーにて被災・死亡。
- トーマス・ネヴィル・カーター（英語版） (Thomas Nevile Carter)  -  1851年生まれ、1879年没。イングランド出身のフットボール選手。トランスヴァール共和国で落雷に遭って死亡した。
- ジム・ヴァレンタイン（英語版） (Jim Valentine)  - 1866年生まれ、1904年没。イングランド出身のラグビー選手。ウェールズ北西部のバーマス（英語版）にて被災・死亡。
- サミュエル・B・エイビス（英語版） (Samuel B. Avis)  - 1872年生まれ、1924年没。アメリカ合衆国の政治家。
- バート・サボイ（英語版） (Bert Savoy)  - 1876年もしくは1888年の生まれ。1923年没。アメリカ合衆国のエンターテイナー。
- ジョン・ホワイト (John White (footballer born 1937))  - 1937年生まれ、1964年没。スコットランド出身のサッカー選手（トッテナム所属。スコットランド代表。）。イングランドはミドルセックスのクルーズヒル（英語版）にて被災。
- デニース・E・プレストン（英語版） (Dennis E. Puleston)  - 1940年生まれ、1978年没委。アメリカの考古学者で生態学者。
- モハメド・アリ・アキド（英語版） (Mohamed Akid)  - 1949年生まれ、1979年没。チュニジア出身のサッカー選手（チュニジア代表）。サウジアラビアのリヤドで被災。
- エルマン・ガビリア - 1969年生まれ、2002年没。コロンビア出身のサッカー選手。サンティアゴ・デ・カリにて被災・死亡。
- イアン・マッキーバー（英語版） (Ian McKeever (mountaineer))  - 1970年生まれ、2013年没。登山家。キリマンジャロで落雷に遭って死亡。
- ジェレミー・ゴンザレス - 1975年生まれ、2008年没。ベネズエラ出身のプロ野球選手。

#### 3千年紀生まれ
- 目下のところ、著名な該当者はいない。

## 落雷被害にゆかりのある者
- ルーア - 生年不明、434年没（死没地：パンノニア）。フン族の王。アッティラの伯父。軍事力を背景に東ローマ帝国を脅かしていたが、交渉中に謎の急死を遂げた。東ローマ帝国は人々はルーアが神の怒りの雷によって誅殺されたと信じたという。
- 藤原鎌足 - 飛鳥時代の日本の貴族。天智天皇8年8月（669年9月頃）、自邸に落雷あり（日本書紀、日本紀略、扶桑略記）。
- 藤原春津 - 平安時代前期の日本の貴族。喜祥3年6月3日（850年7月15日）、自邸に落雷あり（文徳実録）。
- 安倍晴明 - 平安時代中期の貴族で陰陽師。天元元年7月23日から24日（978年8月29日から30日）の間、自邸に落雷あり（百錬抄、日本紀略）。
- 源俊賢 - 平安時代中期の貴族。寛弘2年5月23日（1005年7月2日）、自邸に落雷あり（小右記）。
- 平正盛 - 平安時代後期の武士で、北面武士。元永2年7月29日（1119年9月5日）、自邸に落雷あり（中右記）。
- 官子内親王 - 平安時代後期の日本の皇族。久安3年3月9日（1146年4月21日）、自邸に落雷があり、源経光と下野守明国子が死亡する（本朝世紀、百錬抄）。
- 安倍泰親 - 平安時代後期の貴族で陰陽師。承安4年6月22日（1174年7月22日）、自邸に落雷があり、従者が死亡する（顕広王記、玉葉、百錬抄）。
- 難波頼輔 - 平安時代後期の貴族で歌人。寿永元年7月9日（1182年8月9日）、自邸に落雷あり（吉記）。
- 九条兼実 - 平安時代後期・鎌倉時代初期の貴族で、摂政。建久元年7月5日（1190年8月7日）、自邸に落雷あり（百錬抄）。
- クレメンス5世 - 1264年生まれ、1314年没。アヴィニョン捕囚時代の教皇。遺体が安置されていた教会に落雷があり、遺体は火災に遭って酷く損傷したという。

## 落雷に関連した主な事故・事件
- 1940年（昭和15年）6月20日 - 東京都大手町で落雷により逓信省航空局新館から出火。大蔵省など10官庁が焼失する大火となった[79]。

- 1967年8月1日に長野県の西穂高岳で高校生の登山パーティーのうち生徒11名が死亡した(西穂高岳落雷遭難事故)。

- 1969年（昭和44年）2月8日 - 石川県金沢市上空で航空自衛隊機（F-104J）が落雷に遭い住宅地に墜落。4人が死亡、住宅14戸全焼などの被害[80]。
- 1996年（平成8年）8月13日 - 大阪府高槻市で、サッカーの試合中に男子高生の頭部に落雷が直撃し、視覚障害や下肢機能全廃などの重大な後遺症を負う（土佐高校サッカー落雷事故）[81][62]。

- 2012年8月18日、大阪市の長居公園で、EXILEのコンサートを見ようと来ていた女性2人(2人とも22歳)が落雷により死亡[82][83][84]。

- 2012年8月18日(前述の長居公園の落雷と同日)、北アルプスの槍ヶ岳山頂の落雷により、67歳の男性が死亡[85][86]。

- 2014年8月6日、愛知県丹羽郡扶桑町で誠信高校野球部落雷死亡事件。学校のグラウンドで部活動中の生徒1人が落雷に遭い、翌日死亡した。

- 2024年4月、宮崎市のサッカーグラウンドで落雷があり、熊本県立鹿本高等学校のサッカー部員など18人が病院に運ばれ、半年経った同年10月になっても1人が意識不明の重体[87]。